# ماي أليكس
ماي أليكس (بالإنجليزية: May Alix)‏ هي مغنية أمريكية، ولدت في 31 أغسطس 1902 في شيكاغو في الولايات المتحدة، وتوفيت في 1 نوفمبر 1983.

## وصلات خارجية
- ماي أليكس على موقع ميوزك برينز (الإنجليزية)
- ماي أليكس على موقع أول ميوزيك (الإنجليزية)